# 144e méridien est
En géographie, le 144e méridien est est le méridien joignant les points de la surface de la Terre dont la longitude est égale à 144° est.

## Géographie

### Dimensions
Comme tous les autres méridiens, la longueur du 144e méridien correspond à une demi-circonférence terrestre, soit 20 003,932 km. Au niveau de l'équateur, il est distant du méridien de Greenwich de 16 030 km,.
Avec le 36e méridien ouest, il forme un grand cercle passant par les pôles géographiques terrestres.

### Régions traversées
En commençant par le pôle Nord et descendant vers le sud au pôle Sud, Le 144e méridien est passe par:
| Coordonnées           | Pays, territoire ou mer   | Notes |
| --------------------- | ------------------------- | --- |
| 90° 00′ N, 144° 00′ E | Océan Arctique            | |
| 75° 49′ N, 144° 00′ E | Russie                    | République de Sakha — Île Kotelny, Îles de Nouvelle-Sibérie |
| 75° 01′ N, 144° 00′ E | Mer de Sibérie orientale  | |
| 72° 40′ N, 144° 00′ E | Russie                    | République de Sakha Kraï de Khabarovsk — à partir de 61° 45′ N, 144° 00′ E |
| 59° 24′ N, 144° 00′ E | Mer d'Okhotsk             | |
| 49° 57′ N, 144° 00′ E | Russie                    | Oblast de Sakhaline — île Sakhaline |
| 49° 16′ N, 144° 00′ E | Mer d'Okhotsk             | |
| 44° 08′ N, 144° 00′ E | Japon                     | Préfecture de Hokkaidō — Hokkaidō |
| 42° 55′ N, 144° 00′ E | Océan Pacifique           | Passe juste à l'est de l'atoll Woleai, États fédérés de Micronésie (à 7° 20′ N, 144° 00′ E) Passe juste à l'ouest de l'île Ninigo, Papouasie-Nouvelle-Guinée (à 1° 28′ S, 144° 01′ E) Passe juste à l'ouest de l'île Îles Schouten, Papouasie-Nouvelle-Guinée (à 3° 12′ S, 144° 03′ E) |
| 3° 48′ S, 144° 00′ E  | Papouasie-Nouvelle-Guinée | |
| 7° 44′ S, 144° 00′ E  | Mer de Corail             | Passe juste à l'ouest de l'île Murray, Queensland, Australie (at 9° 55′ S, 144° 02′ E) |
| 14° 29′ S, 144° 00′ E | Australie                 | Queensland Nouvelle-Galles du Sud — à partir de 29° 00′ S, 144° 00′ E Victoria — à partir de 35° 33′ S, 144° 00′ E |
| 38° 31′ S, 144° 00′ E | Détroit de Bass           | |
| 39° 36′ S, 144° 00′ E | Australie                 | Tasmania — Île King |
| 40° 06′ S, 144° 00′ E | Océan indien              | Les autorités australiennes considèrent cette zone comme partie de l'Océan Austral, |
| 60° 00′ S, 144° 00′ E | Océan Austral             | |
| 67° 05′ S, 144° 00′ E | Antarctique               | Territoire antarctique australien, Territoires revendiqués par l' Australie |